# Gomphocerippus
Gomphocerippus es un género de saltamontes de la subfamilia Gomphocerinae, familia Acrididae, y está asignado a la tribu Gomphocerini. Este género se distribuye en Europa y Asia.

## Especies
Las siguientes especies pertenecen al género Gomphocerippus:
- Gomphocerippus longipennis Li & Ren, 2016
- Gomphocerippus rufus (Linnaeus, 1758)